# غونار كنودسن
غونار كنودسن (بالإنجليزية: Gunnar Knudsen)‏؛ 19 سبتمبر 1848 في سالترود – 1 ديسمبر 1928 في شين)، ولد آنون غونيريوس كنودسن كان سياسي نرويجي من الحزب الليبرالي. شغل منصب رئيس الوزراء لفترتين من 1908 إلى 1910 ومن 1913 إلى 1920.